# Endrick
Endrick Felipe Moreira de Sousa (n. 21 iulie 2006, Taguatinga, Districtul Federal, Districtul Federal, Brazilia), cunoscut sub numele de Endrick, este un fotbalist brazilian care evoluează pe post de atacant la Real Madrid în La Liga și la echipa națională a Braziliei.

## Biografie
Endrick s-a născut în Taguatinga, Districtul Federal și are un frate și două surori. Tatăl său, Douglas de Sousa Silva Ramos, a urmat o carieră în fotbalul profesionist și și-a părăsit familia când Endrick avea unsprezece ani pentru a juca pentru mai multe cluburi mici din Brazilia. Mama lui era șomeră și fără adăpost în acea perioadă, forțându-l pe Endrick și pe frații săi să locuiască într-un orfelinat din São Paulo până când tatăl său s-a întors după șase luni. Ambii părinți au lucrat la o cafenea din gara de metrou a orașului înainte ca tatăl său să fie angajat de Palmeiras ca îngrijitor.
Endrick a început să joace fotbal la vârsta de patru ani, iar tatăl său și-a publicat obiectivele pe YouTube pentru a atrage părți interesate printre marile cluburi braziliene. Endrick a promis că va deveni fotbalist profesionist pentru a-și ajuta familia după ce părinții lui nu au putut să-l hrănească. La vârsta de opt ani, s-a antrenat într-o tabără al lui Real Madrid cu prietenii săi la Águas Claras; a crescut susținând Real Madrid și l-a idolatrizat pe Cristiano Ronaldo. De asemenea, a fost inspirat de alți brazilieni care au jucat la Madrid, precum Ronaldo, Vinícius Jr., Rodrygo și Éder Militão.

## Cariera pe echipe

### Palmeiras
După ce aproape a semnat pentru São Paulo, Endrick s-a alăturat echipei de tineret al lui Palmeiras la vârsta de 11 ani. În următorii cinci ani, va marca 165 de goluri în 169 de jocuri pentru echipele de tineret. Endrick a participat la Copa São Paulo de Futebol Júnior din 2022, unde a marcat opt goluri în șapte meciuri și a fost votat Jucătorul Turneului de suporteri, după ce a condus Palmeiras la primul lor titlu. În urma turneului, a atras atenția presei internaționale și a mai multor cluburi europene importante.
Endrick și-a făcut debutul la profesioniști la 6 octombrie 2022, intrând ca înlocuitor în repriza a doua în victoria cu 4-0 în campionat împotriva lui Coritiba. La vârsta de 16 ani, două luni și 16 zile, a devenit cel mai tânăr jucător care a apărut cu prima echipă al lui Palmeiras. A marcat primele două goluri pe 25 octombrie, într-o victorie cu 3-1 în fața lui Athletico Paranaense, devenind al doilea cel mai tânăr marcator din istoria Série A a Braziliei Endrick a obținut apoi primul său trofeu cu prima echipă, câștigând campionatul după o victorie cu 4-0 pe teren propriu împotriva lui Fortaleza pe 2 noiembrie. A marcat al treilea gol în șapte apariții în timpul meciului, Palmeiras și-a asigurat al unsprezecelea titlu de campionat din istoria clubului. La sfârșitul sezonului, Endrick a fost votat cel mai promițător jucător din Série A.
La 11 octombrie 2023, Endrick a fost numit de ziarul englez The Guardian drept unul dintre cele mai bune talente născute în 2006 la nivel mondial. După ce a trecut printr-o secetă extinsă de goluri de-a lungul sezonului, Endrick a marcat două goluri și a adăugat o asistență pe 1 noiembrie într-o victorie prin revenire cu 4–3 împotriva lui Botafogo pe Estádio Olímpico Nilton Santos. Palmeiras s-a apropiat la trei puncte în spatele lui Botafogo, care era atunci primul în clasament. Palmeiras a câștigat al doilea titlu consecutiv de campionat, după ce Endrick a marcat un gol într-o remiză 1–1 cu Cruzeiro pe 6 decembrie, cu două puncte peste Grêmio, pe locul doi. A încheiat sezonul cu unsprezece goluri, al doilea cel mai mare golgheter într-un sezon din Serie A de un jucător sub 18 ani, în spatele lui Ronaldo.
Pe 16 mai 2024, Endrick a fost forțat să părăsească terenul pe targă din cauza unei aparente accidentări la piciorul drept în timpul confruntării lui Palmeiras cu Independiente del Valle într-un meci din faza grupelor a Cupei Libertadores și a fost supus unor teste medicale suplimentare.

### Real Madrid
Pe 15 decembrie 2022, Real Madrid a anunțat că a ajuns la un acord cu Palmeiras, Endrick și familia sa pentru a-l semna în iulie 2024, atunci când va împlini 18 ani. Suma oficială a transferului nu a fost dezvăluită de cluburi, dar a fost raportată ca o înțelegere prelungită pe trei ani pentru o sumă fixă de 60 de milioane de euro plus 12 milioane de euro în taxe. Cu toate acestea, alte surse au raportat că suma a fost fixată la 35 de milioane de euro, iar 25 de milioane de euro fiind supuse atingerii unor obiective sportive specifice. Pe 19 iulie 2024, Real Madrid a confirmat că Endrick va semna un contract pe șase ani. A fost prezentat ca nou jucător al lui Real Madrid pe 27 iulie pe Santiago Bernabéu.

## Cariera la națională

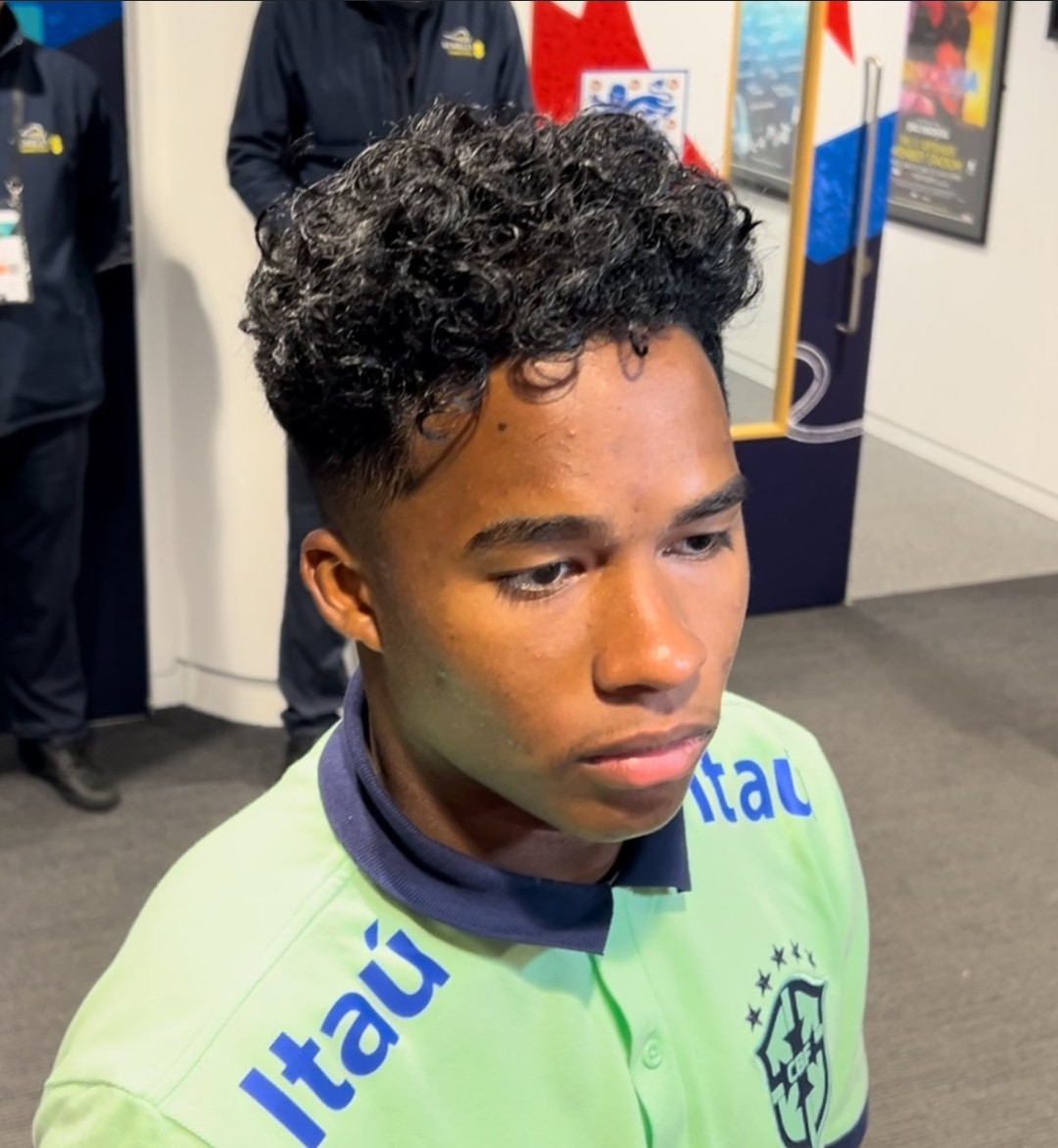
Endrick cu echipa națională a Braziliei în 2024

### Cariera de tineret
Pe 18 martie 2022, Endrick a fost convocat la echipa națională sub 17 ani a Braziliei pentru a concura în ediția din 2022 a Turneului Montaigu din Franța. Cu cinci goluri în patru meciuri, inclusiv unul împotriva Argentinei în finală, Endrick a terminat ca cel mai bun marcator și a fost desemnat cel mai bun jucător al turneului, deoarece Brazilia a câștigat primul lor titlu în Turneul Montaigu din 1984.
Endrick a fost inclus inițial în echipa sub 20 de ani a Braziliei pentru Campionatul Sud-American de Tineret din 2023 organizat în Columbia. Cu toate acestea, nu a putut participa la turneu deoarece clubul său Palmeiras a ales să nu-l elibereze, din acest motiv nu a putut să facă parte din echipa Braziliei câștigătoare a titlului; Palmeiras nu a vrut ca Endrick să piardă începutul pre-sezonului, care a coincis cu lunile ianuarie și februarie, atunci când a avut loc turneul.
Endrick a fost selectat pentru echipa națională sub 23 de ani a Braziliei în 2024. Echipa nu a reușit să se califice la Jocurile Olimpice de vară din 2024 de la Paris, Franța, Endrick marcând de două ori în șapte meciuri în calificările olimpice.

### Cariera la naționala mare
Endrick a fost selectat pentru prima dată pentru echipa națională a Braziliei pe 6 noiembrie 2023, pentru a participa la preliminariile Cupei Mondiale din 2026 împotriva Columbiei și Argentinei. A devenit cel mai tânăr jucător de sex masculin care a primit o convocare la seniori de la Ronaldo în 1994. La debutul său împotriva Columbiei, Endrick a devenit al patrulea cel mai tânăr jucător din toate timpurile și cel mai tânăr din ultimii 57 de ani, care a debutat cu Brazilia. Echipa sa a fost învinsă cu 2-1 pe Estadio Metropolitano Roberto Meléndez, în timp ce Columbia a obținut prima victorie de calificare împotriva Braziliei din istoria sa.
Endrick a marcat primul său gol pentru Brazilia într-un amical împotriva Angliei pe stadionul Wembley pe 23 martie 2024, devenind cel mai tânăr jucător care a marcat pentru un club sau o națională pe acest stadion. A marcat al doilea gol pentru naționala sa trei zile mai târziu, într-o remiză de 3–3 cu Spania. Pe 10 mai, Endrick a fost convocat pentru Brazilia pentru a participa la Copa América 2024. După trei apariții de pe bancă în faza grupelor, Endrick a făcut primul său start pentru Brazilia, înlocuindu-l pe Vinícius Júnior, care a fost suspendat, într-o înfrângere în sferturi de finală în fața Uruguayului. În acest meci, a completat o singură pasă de la lovitura de start, deoarece echipa sa a pierdut cu 4–2 la loviturile de departajare.

## Stilul de joc
Atacant cu piciorul stâng, cu un șut bun, Endrick este considerat unul dintre cei mai buni potențiali fotbaliști ai Braziliei, și a primit comparații cu atacanții brazilieni legendari Ronaldo, Pelé și Romário. Endrick a respins comparațiile cu abilitățile sale cu legendele braziliene și în special față de Pelé. Când i s-a cerut să-și descrie stilul de joc, Endrick a spus: „Voi lupta întotdeauna. Voi fi perseverent și voi încerca până în ultimul moment în care sunt în joc. Nu renunț niciodată, fac presiune pe apărători, alerg mai mult decât oricine altcineva pe teren”. Tatăl său a declarat că fotbalistul a fost inspirat de atacantul portughez Cristiano Ronaldo.

## Titluri
Palmeiras
- Campeonato Brasileiro Série A: 2022, 2023
- Supercopa Braziliei: 2023
- Campeonato Paulista: 2023, 2024[61]

Premii individuale
- Jucătorul turneului din Copa São Paulo de Futebol Junior: 2022[62]
- Cel mai bun debutant din Campeonato Brasileiro Série A: 2022
- Cel mai bun jucător brazilian sub 20 de ani al anului de Samba Gold: 2022
- Echipa mondială de tineret masculin IFFHS (U20): 2023[63]
- Trofeu Mesa Redonda pentru cel mai bun mijlocaș lateral stâng: 2023[64]
- Cel mai bun jucător din Campeonato Paulista: 2024[65]
- Echipa Anului din Campeonato Paulista: 2024[65]